# کورو (کمون)
کورو (به فرانسوی: Kourou) یک کمون در قاره آمریکای جنوبی و تحت حاکمیت کشور فرانسه است که در Canton of Kourou واقع شده‌است.

## خصوصیات
کورو ۲٬۱۶۰ کیلومترمربع مساحت و ۲۵٬۲۶۰ نفر جمعیت دارد و ۲ متر بالاتر از سطح دریا واقع شده‌است.